# Kŭmgangsan
Kŭmgangsan o Geumgangsan  (금강산) es una montaña de 1638 m s. n. m. situada en Kangwon-do, Corea del Norte. Se encuentra a unos 50 kilómetros de la ciudad surcoreana de Sokcho en Gangwon. Es una de las montañas más conocidas de Corea del Norte. Se encuentra en la costa este del país, en la región turística de Kŭmgangsan, anteriormente parte de la provincia de Kangwon. El monte Kumgang forma parte de la cordillera de montes Taebaek, que se eleva a lo largo del este de la península de Corea. El nombre significa vajra, o "montaña Diamante".

## Región turística de Kŭmgangsan
Desde el año 1998, los turistas de Corea del Sur se les ha permitido visitar la región turística de Kŭmgangsan, en un primer viaje en crucero.

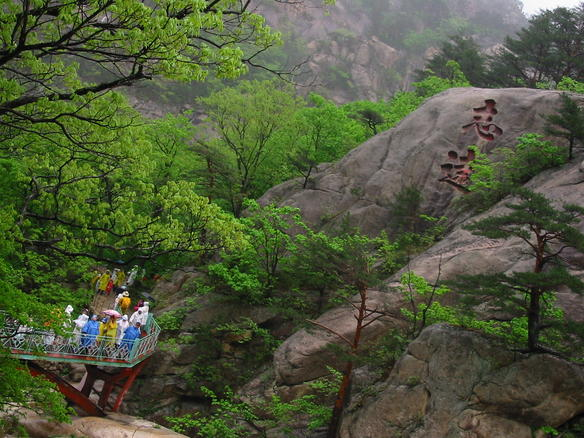
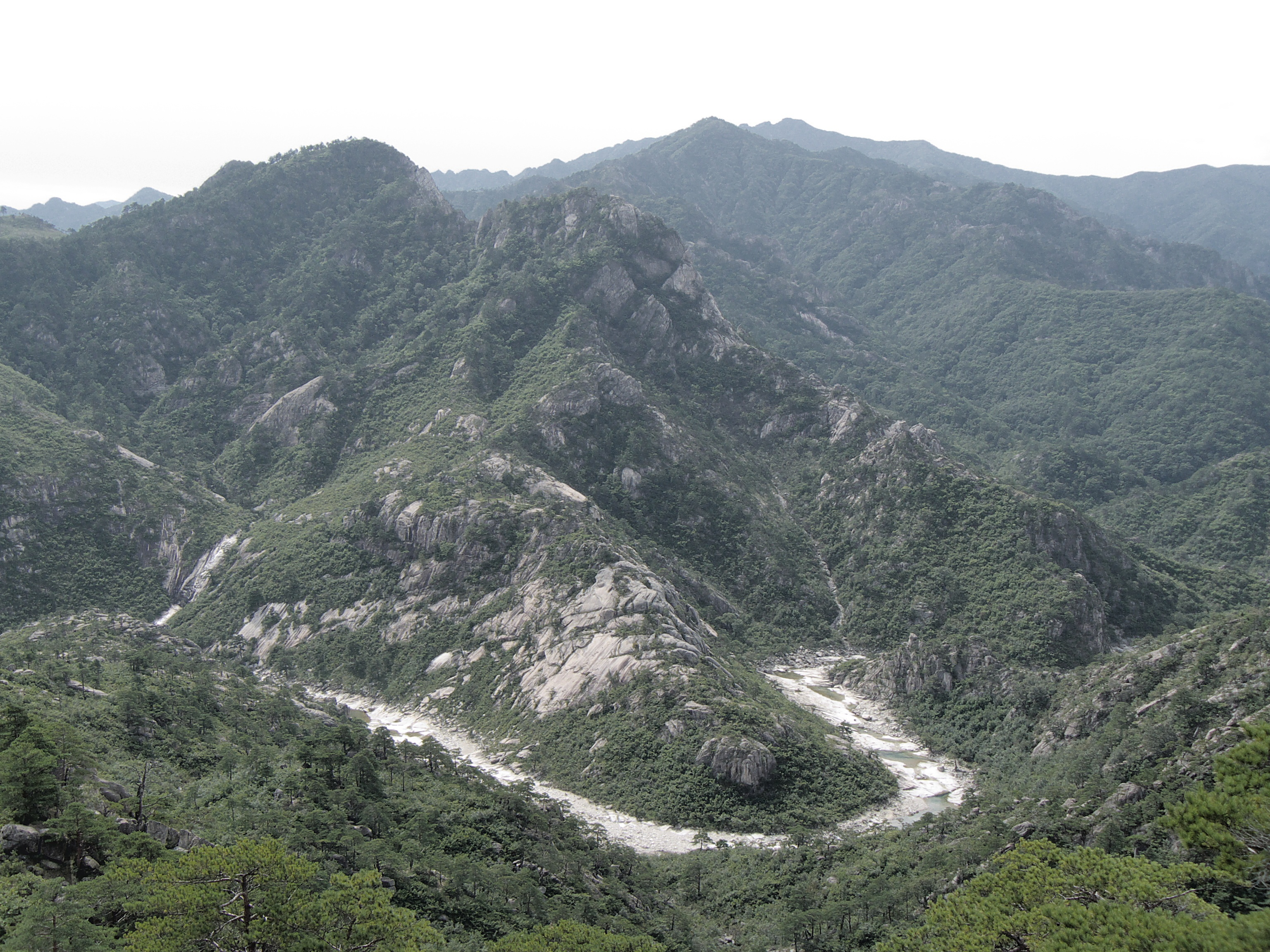
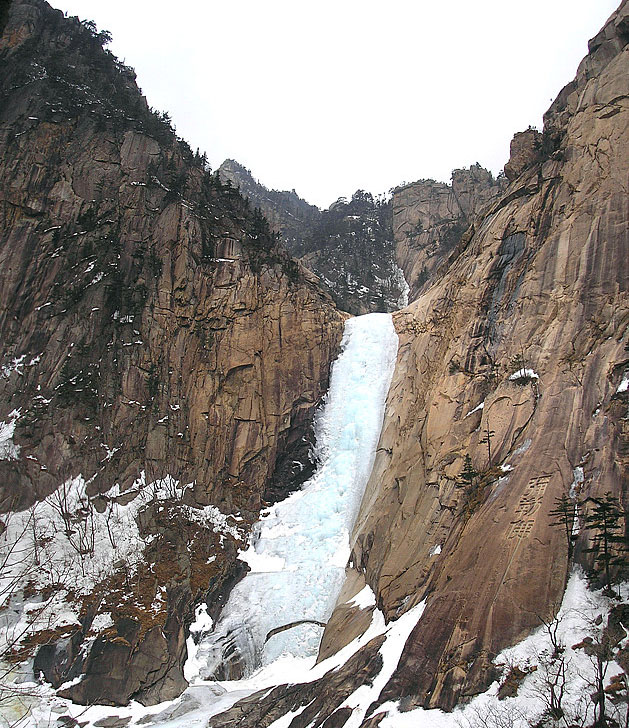

## Nombres estacionales
- Nombre de Verano: Pongraesan (Chosŏn'gŭl: 봉래산, donde un espíritu vive).
- Nombre del Otoño: Phung'aksan (Chosŏn'gŭl: 풍악산, colina de hojas de color, o gran montaña de hojas de color).
- Nombre de Invierno: Kaegolsan (Chosŏn'gŭl: 개골산, piedra de la montaña de los huesos).